# Manon Ruijters
Maria Catharina Paulina Christina (Manon) Ruijters (Groesbeek, 1 mei 1967) houdt zich bezig met het leren en ontwikkelen van personen, teams en organisaties. Ruijters is geïntrigeerd door vraagstukken van en over professionals, van identiteit tot professionaliteit en organisatieontwikkeling. Ze werkt graag op de verbinding tussen theorie en praktijk.
Dit doet zij vanuit drie plekken: Manon Ruijters werkt sinds 2017 hoogleraar Leren, ontwikkelen en gedragsverandering aan de Vrije Universiteit Amsterdam, waar zij verbonden is aan de Master Verandermanagement. Sinds 2011 is zij als lector Professionele identiteit en organisatieontwikkeling verbonden aan Aeres Hogeschool, waar ze sinds 2023 ook de functie van Academic Director van de Master Leren & Innoveren bekleedt. Daarnaast werkt ze sinds 2018 als organisatieadviseur vanuit Good Work Company.
Ruijters studeerde onderwijskunde en orthopedagogiek aan de Rijksuniversiteit Leiden (1992) en logopedie aan de Hogeschool van Arnhem en Nijmegen (1989). Later volgde bij TIASNimbas een Master leren en ontwikkelen (2001). In 2006 promoveerde Ruijters op een proefschrift getiteld Liefde voor leren, over diversiteit van leren en ontwikkelen in en van organisaties, waarin ze onder andere vijf leervoorkeuren beschreef in reactie op bijvoorbeeld de leerstijlen van David Kolb en Jan Vermunt. Ondertussen werkte ze als projectleider bij Sardes en later als adviseur en academic partner bij TwynstraGudde, voordat ze als lector bij Aeres Hogeschool aan de slag ging.

## Publicaties
De volgende boeken verschenen van Manon Ruijters:
- Stevig (leren) staan. Aan de slag met professionele identiteit in beroep en opleiding (Boom, 2023) - redactie met Gerritjan van Luin, Niek van Benthum en Désirée Bierlaagh.
- Manifest voor de ontwikkelidentiteit. Over het belang van schatgraven naar jouw manier van leren en ontwikkelen (2022) - met Gerritjan van Luin, Björn Prevaas en Robert-Jan Simons.
- Canon van leren & ontwikkelen. 50 Concepten en hun grondleggers (Boom, 2021) - redactie met Rika Schut en Robert-Jan Simons.
- Manifest voor de beroepsidentiteit. Over de achterkant van personaliseren en flexibiliseren van beroepsopleidingen (2021).
- Op weg naar ruimte en vrijheid. Crisis als aanleiding om inzicht te vergroten in (je) identiteitswerk (2020) - met Gerritjan van Luin, e.a.
- Mijn Binnenste Buiten. Werken aan je Professionele Identiteit (Boom, 2019) - met Gerritjan van Luin, Freerk Wortelboer, e.a.
- Opgavegericht teamleren. Samen werken aan een groter goed (Management impact, 2019) - met Bob Houtkamp en Cees Anton de Vries.
- Queeste voor Goed Werk. Over krachtige professionals in een lerende organisatie (Vakmedianet, 2018).
- Liefde voor Leren. Over diversititeit van leren en ontwikkelen in en van organisaties (Boom, 2017, 2e editie) (1e druk 2006).
- Leren in verandering. Over lerende organisaties, professionele teams en goed werk (VU, 2017).
- Je Binnenste Buiten. Over professionele identiteit in organisaties (Vakmedianet, 2015).
- Snoeien doet bloeien. Over essenties van leren en ontwikkelen (Aeres Hogeschool Wageningen, 2015).
- DRIE. Vormgeven aan organisatieontwikkeling (Kluwer, 2012) - met Ingelien Veldkamp.
- Canon van het leren. 50 concepten en hun grondleggers (Kluwer, 2012) - met Robert-Jan Simons.
- In bloei trekken. Leren ontwikkelen van mens en organisatie (Aeres Hogeschool Wageningen, 2011).

Hiernaast schreef zij vele artikelen in populaire en wetenschappelijke tijdschriften. Een groot van haar publicaties zijn hier te vinden.
- International Standard Name Identifier: 0000 0003 8803 8638
- Nederlandse Thesaurus van Auteursnamen: 150276346
- ORCID: 0000-0002-3447-6811
- Virtual International Authority File: 281046861
- WorldCat: E39PCjJyhjtHbmr6y7w7QhqwBX